# Saint-Germain-d'Elle
Saint-Germain-d'Elle é uma comuna francesa na região administrativa da Normandia, no departamento Mancha. Estende-se por uma área de 8,83 km². Em 2010 a comuna tinha 225 habitantes (densidade: 25,5 hab./km²).